# Serhij Matvjejev (wielrenner)
Serhij Matvjejev (Oekraïens: Сергій Матвєєв) (Mironovka, 29 januari 1975) is een Oekraïens voormalig wielrenner die zowel op de weg als de baan actief was.

## Carrière
Hij werd in 2001 prof bij Ceramiche Panaria, nadat hij eind 2000 al een stage afwerkte bij diezelfde ploeg. Hij reed zich in 2001 vooral in de kijker in Milaan-San Remo, waar hij een ontsnapping met enkele andere vrijbuiters pas teniet zag gaan tijdens beklimmingen van de Capi (Capo Cervo, Capo Berta en Capo Mele). Matvjejev reed nog weg van zijn medevluchters, maar werd toch nog gegrepen door het omvangrijke peloton. Datzelfde jaar nam hij voor het eerst deel aan de Vuelta, waar hij vroegtijdig moest opgeven. Later nam hij in 2002 en 2006 nog deel aan de Giro. In 1999 en 2003 won hij het nationale kampioenschap tijdrijden bij de elite, in 1999 legde hij een snellere tijd af dan Stanislav Nefedov en vier jaar later versloeg hij Serhij Hontsjar. Ook nam Matvjejev eenmalig deel aan de tijdrit op de Olympische Zomerspelen. In 2000 reed hij op dit onderdeel de achttiende tijd.
Op de baan reed hij driemaal de ploegenachtervolging bij de WK, bij alle drie zijn deelnames kwam hij met de ploeg op het podium. In 1998 won hij samen met Oleksandr Fedenko, Roeslan Pidhorny, Oleksandr Symonenko goud op dit onderdeel. In 2000 nam Matvjejev ook deel aan de ploegenachtervolging en de achtervolging op de Olympische Zomerspelen. Samen met Fedenko, Symonenko en Serhij Volodymyrovytsj reed hij naar een zilveren medaille op de ploegenachtervolging.

## Palmares

### Baanwielrennen
| Jaar | OK | WK                                      | Overige                                                      |
| ---- | -- | --------------------------------------- | ------------------------------------------------------------ |
| 1995 |    | ploegenachtervolging                    |                                                              |
| 1996 |    |                                         |                                                              |
| 1997 |    | ploegenachtervolging                    |                                                              |
| 1998 |    | ploegenachtervolging · 6e achtervolging |                                                              |
| 1999 |    | 5e achtervolging                        |                                                              |
| 2000 |    |                                         | Olympische Spelen: · ploegenachtervolging · 7e achtervolging |
| 2004 |    |                                         | Olympische Spelen: 6e ploegenachtervolging                   |

### Wegwielrennen
1999
 Oekraïens kampioen tijdrijden, elite
2001
1e etappe Circuit des Mines
2003
 Oekraïens kampioen tijdrijden, elite
2004
Florence-Pistoia
2005
Florence-Pistoia
2006
9e etappe Ronde van Langkawi
2007
GP van Rennes

## Resultaten in voornaamste wedstrijden
| Jaar | Ronde van Italië | Ronde van Frankrijk | Ronde van Spanje |
| ---- | ---------------- | ------------------- | ---------------- |
| 2001 |                  |                     | opgave           |
| 2002 | opgave           |                     |                  |
| 2003 |                  |                     |                  |
| 2004 |                  |                     |                  |
| 2005 |                  |                     |                  |
| 2006 | 142e             |                     |                  |

| Jaar | Milaan-San Remo |
| ---- | --------------- |
| 2001 | 130e            |
| 2002 | 114e            |
| 2003 | 139e            |
| 2004 | 134e            |
| 2005 | 141e            |
| 2006 | 98e             |

Bernucci · Caddeo (stagiair) · Carriero · Cavalli · Ciccarese · Dotti · Falzarano · Fanelli · Kvatsjoek · Matvjejev · Mindlin · Perez (1984) · Jesús Perez (1981) · Pryshchepa · Sjtsjebelin · Sinicinas · Spadi · Szeghalmi · Wurf